# Déchet ménager
Pour un article plus général, voir Déchet.
Un déchet ménager est tout déchet, dangereux (qualifié aussi de «  déchet ménager dangereux ») ou non dangereux, dont le producteur est un ménage.
Ils sont collectés par la collecte traditionnelle des ordures ménagères résiduelles et par les collectes sélectives (matériaux recyclables issus des emballages : verre, métal, matière plastique, carton, fraction putrescible, etc.) hors déchèteries, collectes d'encombrants et collectes de déchets verts. Une partie de cette fraction putrescible fait souvent l'objet d'une gestion domestique par les ménages : compostage ou alimentation animale (poules, chiens, chats, etc.).

La collecte et le traitement des ordures ménagères constituent des services publics essentiels. Elle se fait de plus en plus par l'intermédiaire de bennes de collecte automatisée.

## Caractérisation du déchet ménager (composition, qualité, toxicité, risque sanitaire,etc.)
Caractériser précisément les déchets et leurs flux est déterminant pour les choix des manières de collecter, trier, transporter et traiter ces déchets, au regard des enjeux climatiques et de santé environnementale, de réglementation et d'investissements.
La connaissance des ordures ménagères est donc un préalable important aux programmes de gestion et de prévention des déchets des collectivités, notamment car le contenu des ordures ménagères évolue saisonnièrement et change selon les ménages, les régions et les époques. Une bonne caractérisation permet aussi une meilleure évaluation des impacts environnementaux de ces choix (notamment pour l’incinération et le stockage en décharge).
Depuis 1990, cette caractérisation se fait en France par la méthode d'analyse des déchets ménagers dite « Modecom », qui est normée.
En 1990, l'Ademe a lancé un programme de caractérisation des ordures ménagères. L’Agence a pour cela créé un ensemble d’outils normés et standardisés de collecte et de traitement de l'information sur les ordures ménagères, le MODECOM. Celui-ci évolue avec les besoins de ses utilisateurs : initialement prévu pour s'appliquer à des ordures ménagères mélangées, il caractérise maintenant des flux séparatifs et dépasse la connaissance de la simple composition des déchets. Il intègre un contrôle de qualité et un outil d’audit d'efficacité des collectes séparatives et de la qualité des flux collectés. Les données et moyens de les acquérir sont fortement standardisés pour pouvoir comparer les chiffres des données.
Les travaux faits à l'aide du MODECOM ont montré qu’un gisement important de matières biodégradables et fermentescibles est susceptible d’alimenter des filières de compostage et/ou de méthanisation à partir des déchets des ménages français (54 % des déchets en masse humide vers 2005).
D’autres études peuvent affiner les connaissances en matière de teneurs en produits toxiques ou indésirables ; divers tests complémentaires permettent de mieux caractériser le déchet : tests de lixiviation, de fractionnement des composés organiques selon le caractère hydrophobe et tests biologiques.
La sélectivité de la collecte modifie le gisement de déchets non-recyclables, dont en augmentant (passage de 15 à 30 % environ) le taux de déchets fins (nettement plus riches en éléments-traces métalliques (ETM) toxiques). Une étude faite à Bordeaux montre qu’une collecte plus sélective entraînera en moyenne une baisse de l’ordre de 33 % du tonnage de « déchets gris » (part restante des déchets ménagers, souvent la plus contaminées en ETM) et de 4 % de leur PCI.

## En France

### Définition
En France, l'article R. 541-8 du code de l'environnement définit les déchets ménagers comme étant « tout déchet, dangereux ou non dangereux, dont le producteur est un ménage ».
Les déchets ménagers sont couramment dénommés « ordures ménagères », mais l'Ademe note que le concept d'ordures ménagères exclut les déchets occasionnels produits par les ménages : encombrants, déchets verts, déchets dangereux, déchets d’équipements électriques et électroniques et ce, quel que soit leur type de collecte.
À noter également que les « déchets assimilés » regroupent les déchets des activités économiques pouvant être collectés avec ceux des ménages sans sujétion technique particulière, eu égard à leurs caractéristiques et aux quantités produites. Il s’agit des déchets des entreprises (artisans, commerçants, etc.) et des déchets du secteur tertiaire (administrations, hôpitaux, etc.) collectés dans les mêmes conditions que les ordures ménagères.
Par conséquent, les « déchets ménagers et assimilés » (DMA) sont la somme des déchets ménagers et des déchets assimilés.
Pour être complet, l'Ademe définit le concept d'« ordures ménagères et assimilées » (OMA) qui sont les déchets ménagers et assimilés qui sont produits « en routine » par les ménages et par les acteurs économiques dont les déchets sont pris en charge par le service public de collecte des déchets, c'est-à-dire :
- les « ordures ménagères résiduelles » : déchets collectés en mélange dans les poubelles ordinaires ;
- les déchets collectés sélectivement, soit en porte-à-porte, soit en apport volontaire (emballage, déchets fermentescibles, verre, etc.).

### Collecte

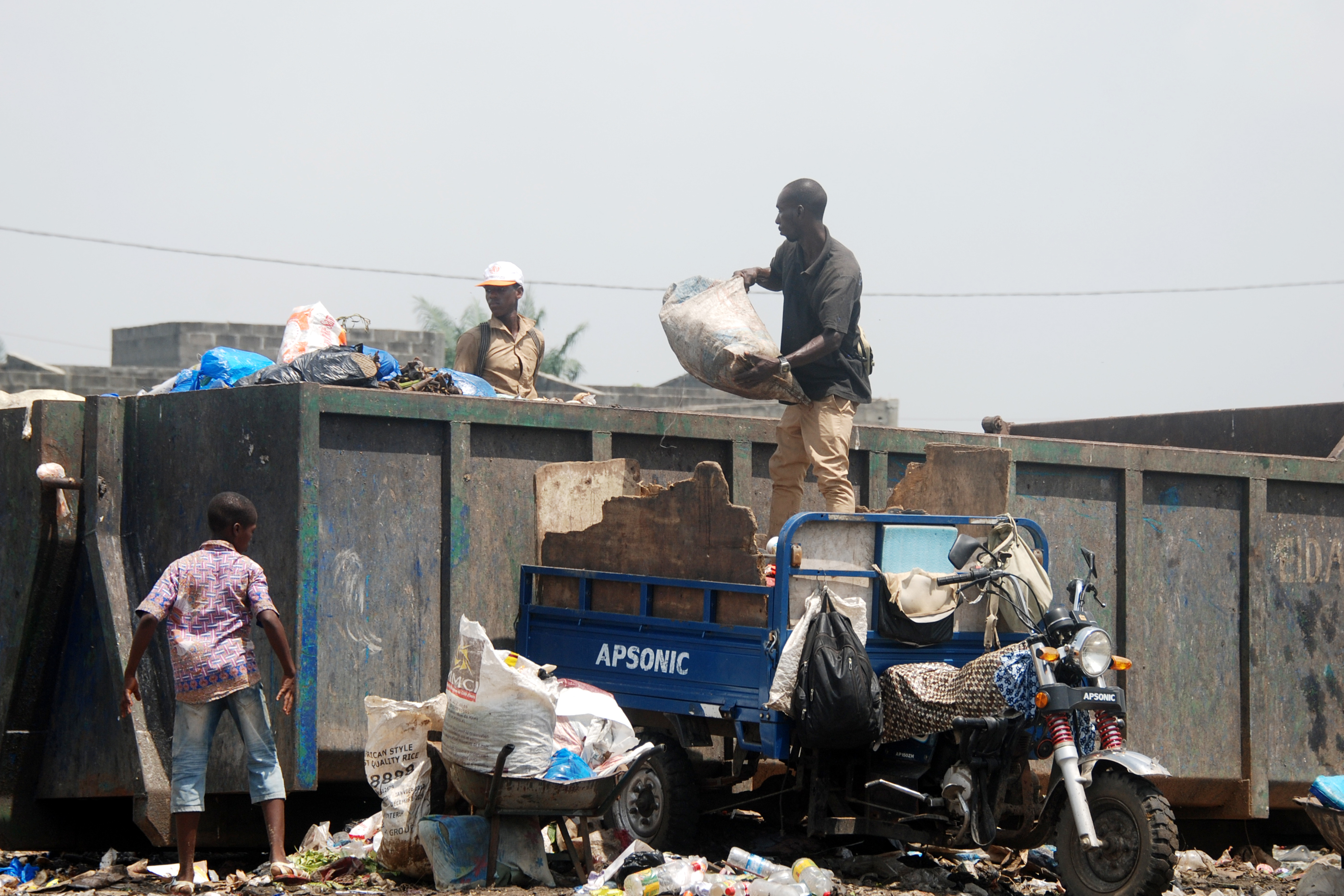
Un collecteur d'ordures ménagères vidant sa cargaison à Abidjan, en Côte d'Ivoire.

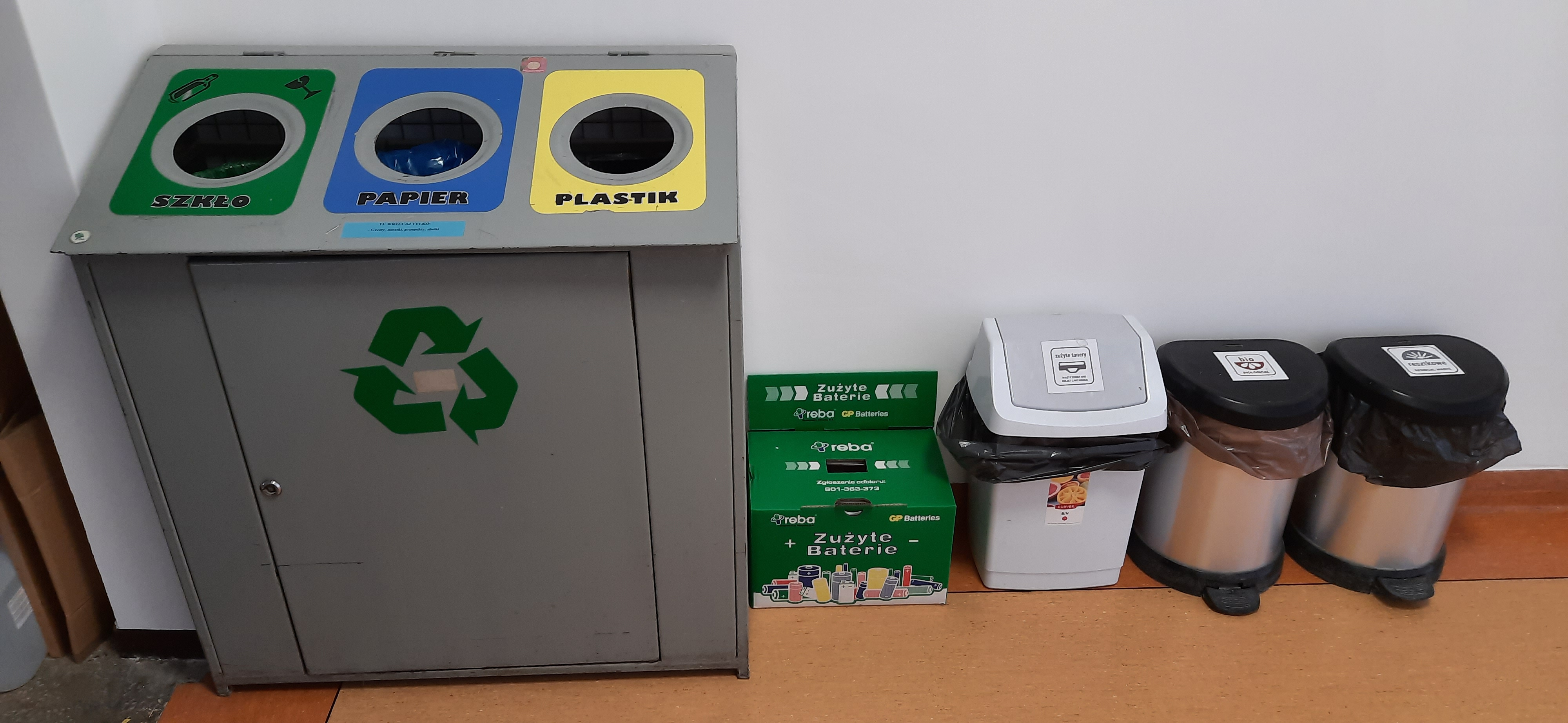
Point de recyclage à l'École polytechnique de Gdańsk.

Dans la plupart des pays, la collecte et le traitement sont aujourd'hui organisés par les collectivités territoriales, souvent sous-traités par des entreprises privées ayant répondu à des appels d'offres financés par les revenus de taxes spécifiques calculés selon la quantité/qualité de déchets collectés (ces financements proviennent en France de la taxe d'enlèvement des ordures ménagères (TEOM) forfaitaire, une redevance spéciale (RS) ou une redevance d'enlèvement des ordures ménagères).
À Paris par exemple la gestion des ordures ménagères, des poubelles de rue, des encombrants est un service public à gestion privée. La Ville de Paris fait en effet appel à des entreprises privées telles que Veolia, Derichebourg ou encore SEPUR. Toutefois la gestion des déchets dans l'ensemble de la région Île-de-France est gérée par le Syctom (Syndicat mixte central de traitement des ordures ménagères), syndicat mixte français d’Île-de-France qui est spécialisé dans le traitement et la valorisation des déchets ménagers. On distingue alors trois types de collecte des déchets à Paris :
- la collecte en porte-à-porte (ordures ménagères : poubelles vertes, déchets recyclables : poubelles jaunes, verre : poubelles blanches, déchets alimentaires : poubelles marron)
- la collecte en apport volontaire : vêtements, verre, huiles de vidange, batteries...
- la collecte sur signalement : les particuliers peuvent demander l’enlèvement gratuit d’encombrants de 3m2 maximum déposés en bas de chez eux après prise de rendez-vous. Autrement il s’agit d’un dépôt sauvage qui peut alors faire l’objet de poursuite judiciaire.

### Traitement
Le traitement des déchets en France se décline selon plusieurs méthodes que l'on peut identifier sous quatre grandes filières :
1. recyclage (verre, plastiques, papiers, métaux, etc.)
2. traitement biologique (compostage, méthanisation). Ainsi la Ville de Paris s’est engagée dès 2010 dans le développement du compostage urbain en mettant en place des dispositifs visant à soutenir les particuliers souhaitant s'engager dans cette voie-là. Afin d’amplifier les pratiques de compostage, la Ville de Paris a adopté en janvier 2017 son plan compost parisien 2016-2020[13].
3. incinération (avec valorisation thermique et/ou mécanique, en cogénération si possible)
4. stockage (maintenant de plus en plus réservé aux seuls déchets ultimes[14]).

Les deux premières voies sont de plus en plus privilégiées, dans le cadre d'une économie circulaire et bas-carbone, par rapport aux deux dernières (plus polluantes et sources de gaspillage). En effet aujourd'hui à Paris et en France plus généralement, les politiques de gestion des déchets se déclinent sous deux principes : la valorisation à travers la récupération des matières et de l’énergie - on distingue alors la « valorisation matière » par recyclage matériaux en nouvelles matières premières ou compostage de matières organiques de la « valorisation énergétique » avec la production d’électricité ou de chauffage urbain grâce notamment à l’incinération - et la proximité induisant le traitement des résidus au plus près de leur lieu de production. Le secteur des déchets s’inscrit dans un projet de « développement urbain durable » mettant l’accent sur l’optimisation de la gestion des ressources et l’importance de responsabiliser les acteurs des espaces urbains face aux externalités qu’ils produisent.
Historiquement la gestion des déchets en France s'est longtemps traduit par la valorisation des matières premières. Cette pratique ancrée permettait aux déchets résiduels ménagers d'être réintroduits dans la production agricole et industrielle.
À la fin du XIXe siècle et au début du XXe siècle, on assiste en France à une dissociation nette entre la ville, les espaces industriels et les espaces agricoles : les villes se dotent alors d’incinérateurs suivant la pensée hygiéniste de l’époque avec une volonté de valoriser les résidus sous forme de chauffage urbain. Mais très rapidement l’augmentation croissante du nombre de déchets ainsi que la complexification des déchets posent un problème de coût financier aux collectivités pour les revaloriser : les déchets ménagers sont alors incinérés ou finissent dans des décharges sauvages puis contrôlées dans une logique d’élimination des déchets.
Les années 1970 sont marquées par un contexte de crise pétrolière et une conscience grandissante de la part des autorités françaises de la dépendance énergétique de la France. Ainsi durant ces années des lois sont votées pour favoriser la récupération des matériaux réutilisables dans le processus de gestion des déchets.
Dans les années 1990 l'effort porté sur le recyclage des emballages est renforcé : en ce sens en 1992 une loi vient obliger la valorisation des déchets par recyclage. Puis dans les années 2000 des politiques de valorisation des produits en fin de vie sont mises en place. Dans un contexte de lutte contre le changement climatique où le secteur des déchets est responsable de 3% des GES, la récupération et la valorisation de l’énergie issue du traitement des déchets est encouragée. L’impact écologique du transport des déchets est par ailleurs questionné et la valorisation des déchets doit s’inscrire dans une logique de proximité. Cette logique de proximité permet aussi de renforcer « l’ancrage territorial » afin que les déchets soient traités proche de leur production et ainsi réduire les conflits autour de la gestion des « déchets des autres ».

### Quantité

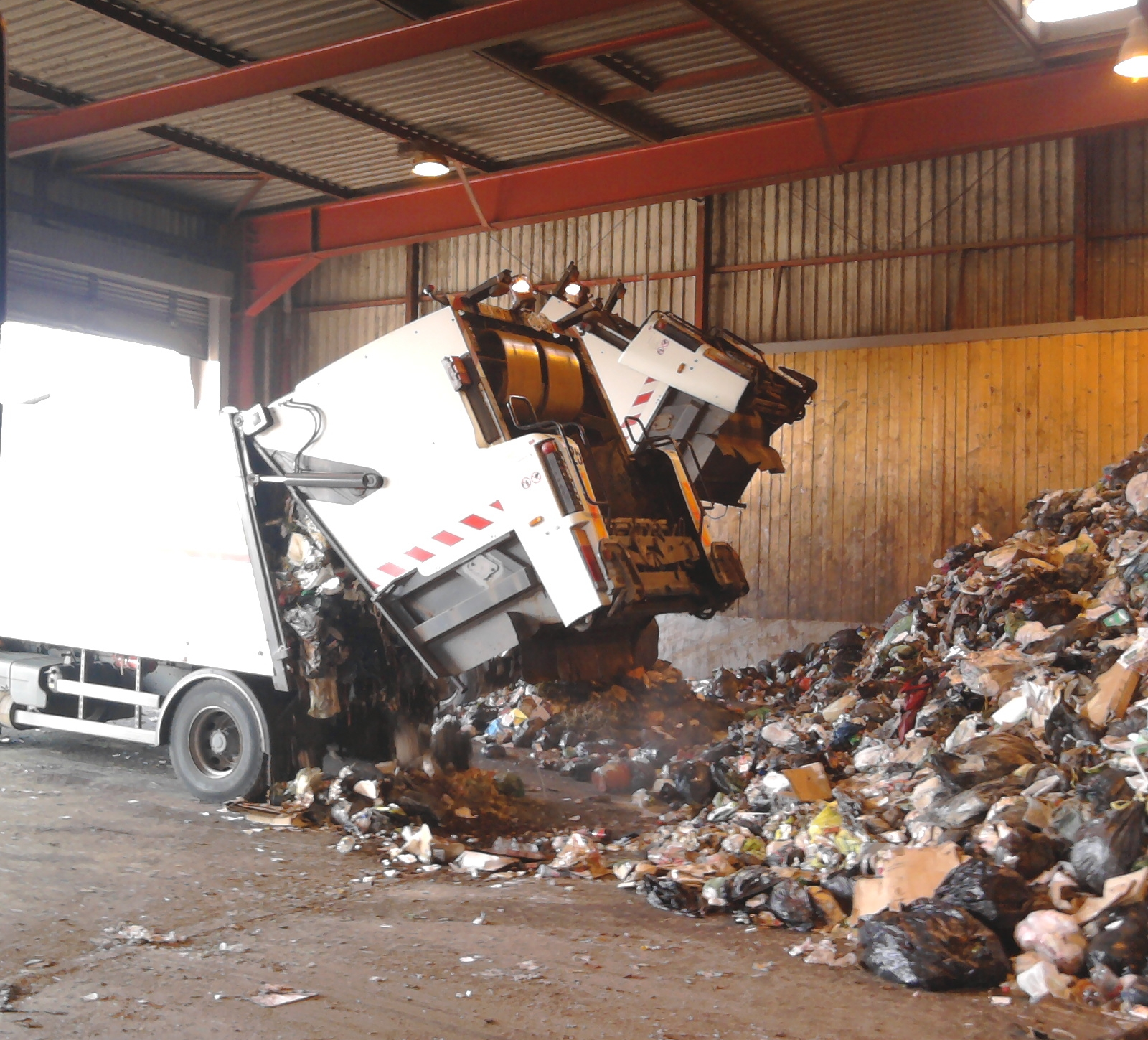
Déchets ménagers éjectés par des bennes à ordures ménagères.

### Chiffres
En 2013, les déchets produits uniquement par les ménages sont estimés à 29,3 Mt (déblais et gravats inclus). La production de déchets ménagers et assimilés, en 2013 est de 37,6 Mt dont : 22,7 Mt pour les ordures ménagères et assimilés (dont 5 Mt par collecte sélective) ; 1,9 Mt d’encombrants et déchets verts collectés en porte à porte, et 13 Mt collectées en déchèteries dons 3 Mt pour les encombrants, 3,8 Mt pour les déchets verts, 1,9 Mt pour les matériaux recyclables, 3,6 Mt pour les délais et gravas et 0,7 Mt pour les autres déchets dangereux.

### Par habitant
Afin de connaître la composition des ordures ménagères des français.e.s, l'ADEME a effectué trois campagnes de caractérisation des ordures ménagères résiduelles (campagne nationale MODECOM) en 1993, 2007 et 2017.
En 2017, la masse moyenne d'une poubelle d'ordures ménagères d'un.e français.e est de 254kg répartit ainsi :
- Déchets putrescibles : 33% (32% en 2007)
- Déchets recyclables :
  - Papiers & cartons : 15% (21,5% en 2007)
  - Plastiques : 15% (11% en 2007)
  - Verre et métaux : 9% (16% en 2007)
- Autres déchets :
  - Textiles (dont textiles sanitaires) : 17% (11% en 2007)
  - Autres déchets : 12% (9% en 2007)

### Évolution, perspectives
Deux tendances se dessinent :
1. une évolution vers le zéro-déchets (économie circulaire) ;
2. une réduction en amont de la production de déchets ménagers : la loi no 2009-967 du 3 août 2009[18] de programmation relative à la mise en œuvre du Grenelle de l'environnement fixe comme objectif, une baisse de la quantité d’ordures ménagères et assimilés produits de 5 kg par habitant et par an pour la période 2009-2013. Cet objectif a été atteint. La loi no 2015-992 du 17 août 2015[19] relative à la transition énergétique pour la croissance verte fixe l’objectif de réduire de 10 % des déchets ménagers et assimilés produits d’ici 2020.

En 2017, la quantité de déchets ménagers collectée avait diminué depuis 2007, mais les matériaux disposant d'une filière REP de collecte spécifique représentent encore 40% du total.

### Taux de recyclage
Il varie considérablement selon les pays et, dans les pays, selon les collectivités. La mise en décharge est plus fréquente sur les îles.
- En 2004, 38 % des ordures ménagères étaient encore envoyées en décharge (Ademe, 2004).
- En 2008, seuls 30 % des déchets collectés en France étaient recyclés ; 70 % des déchets municipaux (23 millions de tonnes) étant encore envoyés en décharge ou vers l'incinération[21] alors que d'autres pays (Allemagne, Belgique, Suède, Pays-Bas, Danemark) dépassent des taux de recyclage de 45 %.

Début 2012 (26 janvier), la Commission européenne a mis la France en demeure de respecter la directive 94/62/CE relative aux emballages et aux déchets d’emballages, toujours mal transposée en droit interne. Elle est en outre très mal placée dans les statistiques européennes des taux de recyclage, en particulier comparée à des pays économiquement, socialement et démographiquement comparables comme l'Allemagne, la Belgique, l'Espagne, l'Italie, et les Pays-Bas (par rapport à ces pays, la France, qui était en 3e position en 1997, est passée en dernière position ; elle est restée en dernière position de 1997 à 2010 concernant le recyclage des plastiques, et pour le recyclage des emballages en bois, elle a même régressé, tout en restant en dernière position de 1997 à 2012.

Faute d'une définition claire des déchets d'emballage à recycler, beaucoup de déchets qui pourraient être plus ou moins facilement recyclés (et qui le sont dans les autres pays européens comparables à la France) partent encore en décharge ou sont incinérés, ce qui pollue et encourage le gaspillage de ressources naturelles.
C'est la seconde mise en demeure écrite adressée (la première date de mai 2011), à la suite de laquelle la France s'était engagé à modifier sa législation, ce qui n'était toujours pas fait début 2012. La France devait donner suite dans les deux mois, sous peine de voir l’exécutif européen saisir la Cour de justice de l'Union européenne.

### Qualité
Le taux de valorisation augmente, mais on constate, selon les régions, des proportions très variables de déchets partant en décharge ou vers l'incinération, et alors que la quantité de déchets par habitant a fortement augmenté.
Un des problèmes est que ces déchets, souvent encore mal triés à la source par les ménages[réf. nécessaire], contiennent des quantités significatives d'éléments toxiques. Ainsi, en 1993, une étude a montré pour la France qu'en moyenne les ordures ménagères contenaient les eutrophisants ou polluants suivants :
| Polluant  | Dosage    | Note |
| --------- | --------- | --- |
| Azote     | 7,3 g/kg  | Principalement issu des aliments (restes de viande en particulier). |
| Chlore    | 14 g/kg   | Issu du PVC, de certains pesticides, reste d'eau de Javel, etc., susceptible de contribuer à produire des dioxines, furanes et autres produits chlorés lors de sa combustion. |
| Soufre    | 2,8 g/kg  | |
| Fluor     | 58 mg/kg  | |
| Arsenic   | 5 mg/kg   | Arsenic notamment présent dans le verre (où il peut être remplacé par le trioxyde d'antimoine, également toxique). |
| Bore      | 14 mg/kg  | |
| Cadmium   | 4 mg/kg   | Provenant à 37 % des matières plastiques (PVC principalement) où il est utilisé comme additif et/ou parfois comme colorant. |
| Cobalt    | 113 mg/kg | Le cobalt est notamment utilisé comme colorant (encres, peintures). |
| Chrome    | 183 mg/kg | |
| Cuivre    | 1,05 g/kg | Il peut être issu de colorants, déchets électriques et électroniques. |
| Manganèse | 412 mg/kg | |
| Mercure   | 3 mg/kg   | Il peut provenir des lampes, piles, thermomètres cassés, résidus d'amalgame dentaires. |
| Plomb     | 795 mg/kg | Plomb-métal ou venant du cristal ou de verres techniques, peintures anciennes, des poussières, ou ayant été utilisé comme additif dans certains plastiques, ou de déchets alimentaires (coquilles de moules ou huîtres, abats, os, gibier tué à la chasse, par des munitions au plomb). |
| Zinc      | 1 g/kg    | On le trouve par exemple dans les soudures de boites de conserve, l'étamage. |

## Législation
Le service public de gestion des déchets ménagers et assimilés (DMA) actuellement en place en France est principalement cadré par deux textes :
- la loi du 15 juillet 1975, fondatrice, qui précise que toute personne produisant ou détenant des déchets en est responsable et doit en assurer l’élimination dans des conditions propres à éviter les effets nocifs et les nuisances sur la santé et l’environnement ;
- la loi du 13 juillet 1992, qui réaffirme l'objectif de maîtriser la progression constante du volume des déchets et de ses effets.

Deux grandes infractions concernent la collecte des ordures.
L'article R. 632-1 du code pénal prévoit qu'« est puni de l'amende prévue pour les contraventions de la 2e classe le fait de déposer, aux emplacements désignés à cet effet par l'autorité administrative compétente, des ordures, déchets, matériaux ou tout autre objet de quelque nature qu'il soit, en vue de leur enlèvement par le service de collecte, sans respecter les conditions fixées par cette autorité, notamment en matière d'adaptation du contenant à leur enlèvement, de jours et d'horaires de collecte ou de tri des ordures. »
L'article R. 633-6 du même code pénal punit l'abandon d'ordures : « hors les cas prévus par les articles R. 635-8 et R. 644-2, est puni de l'amende prévue pour les contraventions de la 3e classe le fait de déposer, d'abandonner, de jeter ou de déverser, en lieu public ou privé, à l'exception des emplacements désignés à cet effet par l'autorité administrative compétente, des ordures, déchets, déjections, matériaux, liquides insalubres ou tout autre objet de quelque nature qu'il soit, y compris en urinant sur la voie publique, si ces faits ne sont pas accomplis par la personne ayant la jouissance du lieu ou avec son autorisation ».

### Législation européenne
Elle s'appuie notamment sur le règlement (UE) 2019/1020, sur la directive (UE)2019/904 et la directive 94/62/CE).
Fin 2022, la Commission européenne a présenté un projet de règlement visant à interdire tous les emballages inutiles et/ou non-recyclables, ainsi qu'à accroître la part des plastiques recyclés et à rendre la consigne des bouteilles en plastique et canettes obligatoire à partir du 1er janvier 2029 (sauf si leur taux de collecte séparée dépasse les 90%).

### Brûlage des déchets à l'air libre
De nombreux pays interdisent ou réglementent le brûlage des déchets à l'air libre. Le cas des déchets verts et des feux de jardin est traité dans les articles « Résidu vert » et Brûlage à l'air libre.

## Utilisation artistique
Plusieurs artistes font une utilisation des déchets ménagers dans leurs œuvres : Tim Noble et Sue Webster (en) réalisent en 1998 leur autoportrait en ombre à l'aide d'un tas d'ordures constituant six mois de leurs déchets, avec l'œuvre Dirty White Trash (With Gulls) ; la street-artist Lor-K trucide des objets abandonnés dans la rue, ou transforme les matelas en fausse nourriture géante.